# WNBC
WNBCとは、アメリカ合衆国・ニューヨーク市を中心としたエリアを対象に放送を行うNBC Owned Television Stations傘下のNBCの系列局である。チャンネルは4。1941年7月1日創立。スローガンはWe're 4 New York。
スタジオはNBCスタジオと同じ、ロックフェラー・センター内のコムキャスト・ビルディングにある。

## 概要
1928年に、W2XBSとしてRCAの試験放送局として開局。1941年に現在のWNBCとなる。

## 主な番組
番販も含む。
- エレンの部屋
- アクセス・ハリウッド